# Kapton

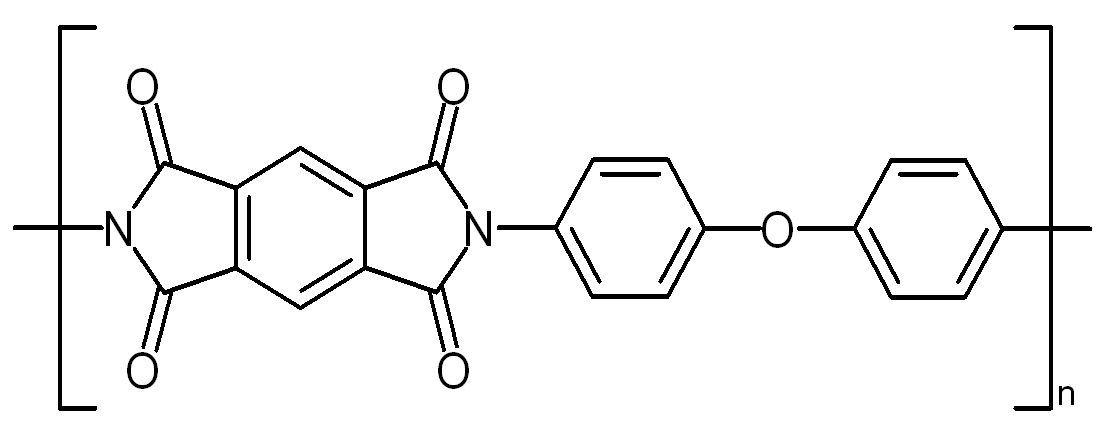
Formula chimica del Kapton

Il Kapton è una pellicola poliimmide sviluppata dalla DuPont in grado di rimanere stabile in un'ampia gamma di temperature, dai -269 °C a +400 °C. Il Kapton è usato, tra le altre cose, nei circuiti stampati flessibili e nello strato esterno delle tute spaziali degli astronauti, progettate per garantire protezione termica e dai micrometeoroidi.

## Composizione
Il nome chimico del Kapton H e del Kapton HN è poli (4,4' – ossidifenilene-piromellitimide). È il prodotto di una reazione di condensazione tra una diammina aromatica e l'anidride piromellitica, con liberazione di acqua. La sintesi del Kapton è un esempio dell'uso di una dianidride in una polimerizzazione a stadi. Il polimero intermedio, conosciuto come “acido poliamico”, è solubile a causa dei forti legami a idrogeno con il solvente polare di solito utilizzato nella reazione. La chiusura della catena avviene ad alte temperature (200–300 °C).

## Utilizzo

### Aviazione
Il Kapton è stato largamente impiegato come isolante nei cablaggi elettrici per aviazione civile e militare, essendo più leggero di altri isolanti, a parità di isolamento e resistenza alla temperatura. È risultato però che il Kapton non è granché resistente allo stress meccanico tipico dell'impiego aeronautico, principalmente a causa di abrasioni all'interno dei cablaggi dovute alle vibrazioni. Come conseguenza, molti velivoli hanno dovuto subire ampie operazioni di manutenzione ai cavi e, a volte, è stato necessario sostituire l'intero sistema di cablaggi isolati in Kapton, in quanto il mancato isolamento elettrico causava corto circuiti.

### Astronavi
Secondo un rapporto interno della NASA, "i cavi dello Space Shuttle erano schermati con un isolante, noto come Kapton, che tendeva a rompersi col tempo, provocando cortocircuiti e potenzialmente incendi". Di contro, il Jet Propulsion Laboratory della NASA ha definito il Kapton un buon supporto plastico per le vele solari, grazie alle sue caratteristiche di lunga durata nell'ambiente spaziale. Il Kapton è anche il principale materiale usato per lo scudo solare del Telescopio spaziale James Webb.

### Raggi X
Il Kapton è anche comunemente usato come materiale per finestre passanti per tutti i tipi di sorgenti di raggi X (macchine di luce di sincrotrone e tubi a raggi X), e per i rivelatori di raggi X. La sua alta stabilità meccanica e termica, così come la sua alta trasparenza ai raggi X, ne fanno il materiale più indicato per questi scopi. Inoltre non risente dei danni da irraggiamento. In questo modo può - almeno in quest'applicazione - sostituire il letale berillio.

### Fisica sperimentale
Lo schermo parasole del telescopio spaziale James Webb è costituito da 5 strati in Kapton rivestiti in alluminio e, sul "lato caldo" dei primi due livelli, con rivestimento in silicio dopato (il drogaggio permette di rendere il rivestimento conduttivo, consentendo di scaricare eventuali cariche elettrostatiche accumulate sul rivestimento).
I GEMs (gas electron multiplier) utilizzati in fisica delle particelle sono costruiti sfruttando le proprietà del kapton.